# Monsieur Foucault und seine Schüler
Monsieur Foucault und seine Schüler (Originaltitel: Les grands esprits) ist ein französischer  Film aus dem Jahre 2017. Regie führte Olivier Ayache-Vidal.

## Handlung
François Foucault ist Lehrer an einem angesehenen Pariser Lyzeum. Eines Tages bekommt er den Auftrag, an eine Schule in einem Pariser Vorort zu wechseln, an der das Arbeitsklima durch Konflikte mit sozial benachteiligten Schülern geprägt ist. François sagt zu und ist zunächst frustriert angesichts des rauen Umgangstons und der Unlust der Schüler, dem Unterricht zu folgen.
Durch seine unkonventionelle Art, französische Sprache und Literatur zu unterrichten, gelingt es François, den Unterrichtsstoff auf das Niveau der Schüler herunterzubrechen, und er steigert so die Motivation der Klasse. Dadurch wird er zu einem beliebten und respektierten Lehrer. Im Lehrerzimmer freundet er sich außerdem mit der charmanten Geschichtslehrerin Chloé an, mit der er zusammen an einem Projekt arbeitet, nämlich an einer Klassenfahrt nach Versailles. Im Verlauf dieses Schulausflugs lassen sich zwei Schüler, Seydou und Maya, im Schlafzimmer des Königs einschließen, um Selfies zu posten. Erst nach einer turbulenten Verfolgungsjagd mit dem Wachpersonal des Schlosses kann der Bus mit der Schulklasse zurückfahren.
Nach der Versaillesfahrt gibt es dann Beschwerden von Eltern, da der Bus mit den Schülern verspätet zurückgekehrt ist. Seydou wird für sein Verhalten von der Schule suspendiert. François nimmt ihn vor dem Disziplinarausschuss in Schutz, kann aber zunächst nichts erreichen. Es gelingt François jedoch, Verfahrensfehler nachzuweisen und den Rektor damit zu zwingen, Seydous Schulverweis wieder aufzuheben. Dieser merkt, dass seine Freundin Maya nun einen anderen Freund gefunden hat.
Am letzten Schultag verabschiedet sich François, der wieder an seine alte Schule zurückkehren wird. Chloé, die mit ihrem Freund nach Kanada auswandern möchte, überreicht er ein Geschenk und danach führt er ein Gespräch mit Seydou. Dieses endet mit einem Lachen.

## Kritik
„Eine dramatische Komödie, die die grundlegende Problemlage eher oberflächlich behandelt und sich auf einen etwas vagen Optimismus zurückzieht. Den Schwächen des Drehbuchs stehen in den zentralen Rollen gut besetzte Profi- und Laiendarsteller gegenüber, die ihre Figuren eindrücklich mit Leben füllen.“